# Mura (Toyota)
Pour les articles homonymes, voir Mura.
Mura est un principe du système de production de Toyota signifiant « irrégularité ».

## Le principe
Dans l'entreprise japonaise Toyota, pour la  production en flux tendu, on retrouve des tampons de production pour pallier les problèmes pouvant survenir sur la chaîne de production. Ce concept peut être assimilé à une rivière qui serait gênée dans son écoulement par des obstacles. Pour pallier ces problèmes de débit, on pourrait très bien augmenter la quantité d'eau et ainsi maintenir un débit correct. Cependant cette solution serait coûteuse et il serait moins onéreux de retirer les obstacles de la rivière pour maintenir, voire augmenter le débit de celle-ci. Il en est de même pour la chaîne de production. On préfèrera retirer les obstacles dans la chaîne de production plutôt qu'augmenter les stocks tampons.